# Sikes (Luizjana)
Sikes – wieś w Stanach Zjednoczonych, w stanie Luizjana, w parafii Winn.